# Charlot in vacanza
Charlot in vacanza (Recreation) è un cortometraggio del 1914 scritto, diretto, montato e interpretato da Charlie Chaplin. Prodotto dalla Keystone Pictures Studio, il film fu completato il 21 luglio 1914 e distribuito negli Stati Uniti dalla Mutual Film il 13 agosto abbinato al corto didattico The Yosemite. In italiano è stato trasmesso in TV col titolo Divertimento, mentre in inglese è noto anche come Spring Fever.

## Trama
In un parco, una ragazza si allontana dalla panchina dove il suo fidanzato marinaio si è addormentato. Sedutasi su un'altra panchina, viene presto raggiunta da Charlot che inizia a farle delle avances. Quando il marinaio si sveglia e li scopre, inizia una zuffa a suon di pugni e mattoni che coinvolge anche due poliziotti, al termine della quale tutti finiscono a mollo nel laghetto.

## Distribuzione

### Data di uscita
Le date di uscita internazionali sono state:
- 13 agosto 1914 negli Stati Uniti
- 30 settembre 1915 in Spagna (La pícara primavera)
- 1º giugno 1916 in Danimarca (Chaplin i det Grønne)
- 7 dicembre 1921 in Finlandia